# Fibrodontia
Fibrodontia is een geslacht van schimmels dat tot de familie Schizoporaceae behoort. De typesoort is Fibrodontia gossypina.

## Soorten
Volgens Index Fungorum telt het geslacht zeven soorten (peildatum april 2022):
| Soortnaam                  | Auteur(s)                                  | Publicatiejaar |
| -------------------------- | ------------------------------------------ | -------------- |
| Fibrodontia alba           | Yurchenko & Sheng H. Wu                    | 2012           |
| Fibrodontia austrosinensis | S.L. Liu, S.H. He & L.W. Zhou              | 2020           |
| Fibrodontia brevidens      | (Pat.) Hjortstam & Ryvarden                | 2005           |
| Fibrodontia fimbriata      | (Rick) Baltazar & Rajchenb.                | 2016           |
| Fibrodontia gossypina      | Parmasto                                   | 1968           |
| Fibrodontia subalba        | S.L. Liu & L.W. Zhou                       | 2020           |
| Fibrodontia tomentosa      | (Berk. & M.A. Curtis) Hjortstam & Ryvarden | 2005           |